# 2MASS J16304999+0051010
2MASS J16304999+0051010 ist ein etwa 300 Lichtjahre von der Erde entfernter Brauner Zwerg im Sternbild Schlangenträger. Er wurde 2002 von Suzanne L. Hawley et al. entdeckt.
Er gehört der Spektralklasse L1 an. Seine Position verschiebt sich aufgrund seiner Eigenbewegung jährlich um 0,16029 Bogensekunden.